# Virgin Radio România
Virgin Radio România (fostul Radio 21) este un post național de radio românesc cu acoperire în aproape toate orașele țării. Virgin Radio România este deținut de trustul Lagardère Group, care mai deține și posturile Europa FM și One World Radio.
În anul 2007, fostul Radio 21 a avut o cifră de afaceri de 19,9 milioane de lei și un profit net de 4,7 milioane de lei.
La 9 ianuarie 2017, Radio 21 devine Virgin Radio România, intrând astfel în portofoliul de brand-uri Virgin Group.

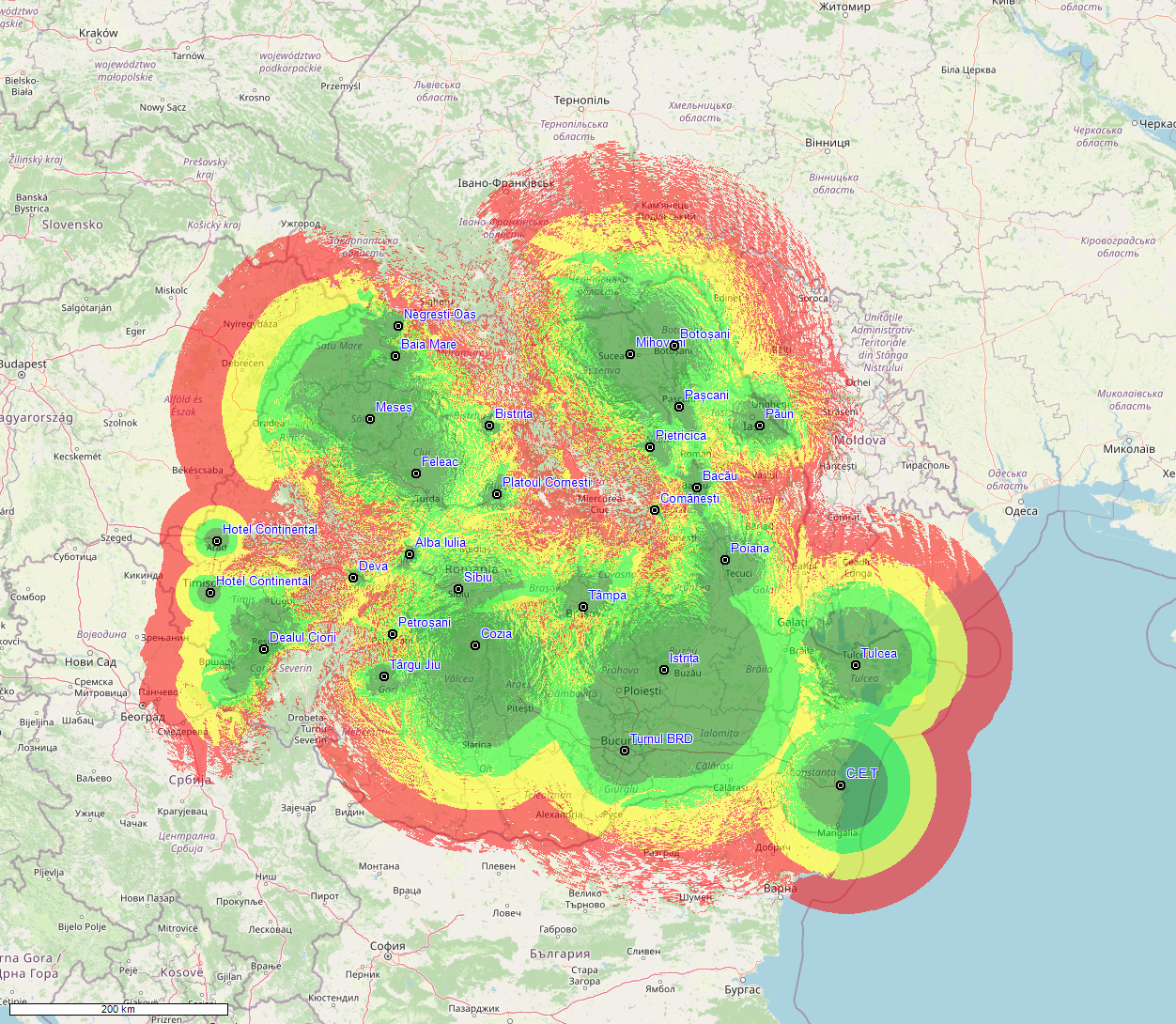
Acoperire aproximativă a semnalului Virgin Radio România.
Recepționat de orice receiver în zonă
Recepționat bine de un receiver slab al mașinii
Recepționat bine de un receiver puternic al mașinii / de un receiver slab al mașinii (dar cu probleme)
Recepționat de un receiver puternic al mașinii (dar cu probleme)

     Recepționat de orice receiver în zonă
     Recepționat bine de un receiver slab al mașinii
     Recepționat bine de un receiver puternic al mașinii / de un receiver slab al mașinii (dar cu probleme)
     Recepționat de un receiver puternic al mașinii (dar cu probleme)

## Prezentatori[4]
DJ-ii Virgin Radio România sunt: Silviu Andrei, Oana Tache , Andrei Mușat, Andrei Niculae,  ,Cristi Stanciu, Valeriu Șerban și Alina Chinie.

## Frecvențe
| Oraș           | Frecvența |
| -------------- | --------- |
| București      | 100.2 FM  |
| Adjud          | 94.4 FM   |
| Alba Iulia     | 97.7 FM   |
| Arad           | 99.8 FM   |
| Bacău          | 105.4 FM  |
| Baia Mare      | 92.1 FM   |
| Bistrița       | 103.2 FM  |
| Botoșani       | 104.2 FM  |
| Brașov         | 92.5 FM   |
| Buzău          | 98.7 FM   |
| Cluj-Napoca    | 93.2 FM   |
| Comănești      | 91.6 FM   |
| Constanța      | 88.5 FM   |
| Deva           | 102.6 FM  |
| Iași           | 101.6 FM  |
| Negrești-Oaș   | 96.0 FM   |
| Pașcani        | 91.4 FM   |
| Petroșani      | 89.2 FM   |
| Piatra-Neamț   | 105.9 FM  |
| Râmnicu Vâlcea | 91.5 FM   |
| Reșița         | 94.8 FM   |
| Satu Mare      | 96.0 FM   |
| Sibiu          | 105.4 FM  |
| Suceava        | 97.1 FM   |
| Târgu Jiu      | 88.9 FM   |
| Târgu Mureș    | 92.7 FM   |
| Timișoara      | 90.8 FM   |
| Tulcea         | 107.9 FM  |
| Zalău          | 97.7 FM   |